# Anh Đô
Phủ Anh Đô là một trong 8 phủ của xứ Nghệ An, thời Hậu Lê. Đây là vùng đất nằm ở đoạn giữa tả ngạn sông Lam.
- Lúc bấy giờ, năm 1490, niên hiệu Hồng Đức thứ 21, đời vua Lê Thánh Tông, phủ Anh Đô quản lĩnh 2 huyện:

- Hưng Nguyên
- Nam Đường (tức Nam Đàn, Đô Lương, Anh Sơn ngày nay).

- Năm Minh Mạng thứ 12 (1831), trấn Nghệ An chia tách thành 2 tỉnh: tỉnh Hà Tĩnh và tỉnh Nghệ An. Huyện Thanh Chương được chuyển từ phủ Đức Quang sang trực thuộc phủ Anh Đô

Thời Thành Thái, Phủ Anh Đô đổi tên thành Phủ Anh Sơn, gồm các huyện: 
- Lương Sơn (tức huyện Anh Sơn và Đô Lương ngày nay).
- Nam Đàn
- Thanh Chương
- Hưng Nguyên.

Năm 1919, chính quyền thực dân phong kiến bỏ cấp trung gian là phủ thì các huyện thuộc phủ Anh Đô trở thành đơn vị hành chính trực thuộc tỉnh Nghệ An.
.